# 2005
För albumet av Screaming Headless Torsos, se 2005 (musikalbum).
2005 (MMV) var ett normalår som börjar en lördag i den gregorianska kalendern. Detta år utses av den svenska regeringen att vara designår.

## Händelser

### Januari
- 1 januari
  - Storbritannien – Freedom of Information Act 2000, en lagstiftning liknande offentlighetsprincipen införs
  - Tyskland – Hartz IV som innebär åtstramningar av de offentliga trygghetssystemen införs.
  - Mitthögskolan blir universitet och byter namn till Mittuniversitetet.
  - Tågtrafiken mellan Oslo och Stockholm läggs ner efter 133 år.
  - Utlänningsnämnden läggs ner och ersätts av länsrätten och kammarrätten.
  - Joutseno i Finland blir stad.
- 6 januari – Kina har nu officiellt över 1,3 miljarder invånare.

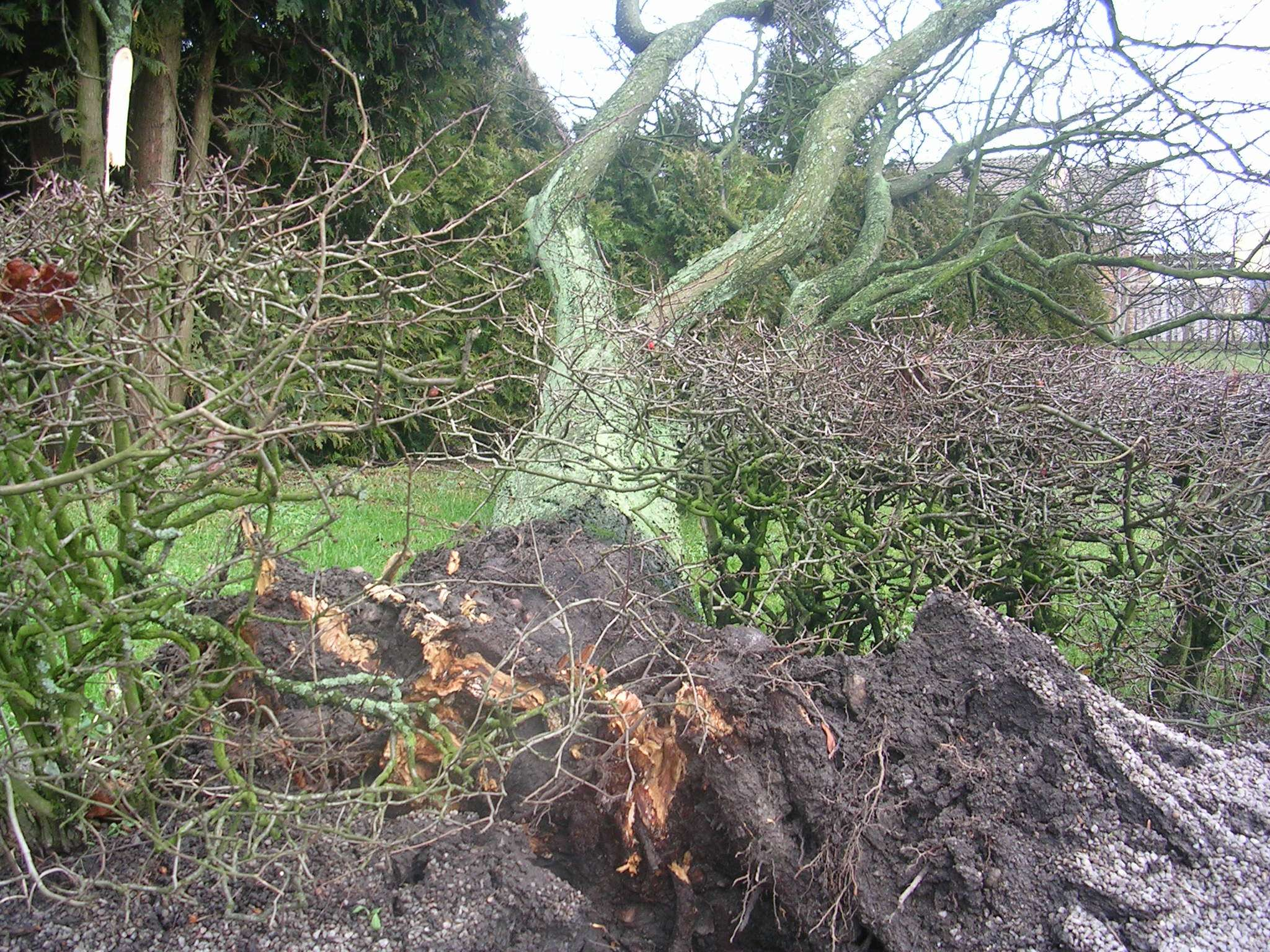
Orkanen Gudrun

- 8–9 januari – En stark storm, orkanen Gudrun, drabbar norra Europa, däribland södra Sverige. Minst 18 personer dödas, 300 000 hushåll och 75 miljoner kubikmeter skog fälls [1].
- 9 januari – Palestina, Mahmoud Abbas väljs till ledare för de palestinska myndigheterna.
- 13 januari – Storbritanniens prins Harry av Wales deltar i en maskerad klädd i nazistuniform, vilket skapar stor debatt
- 14 januari –  Rymdsonden Huygens landar på Titan.
- 17 januari
  - Företaget SIBA:s vd Fabian Bengtsson försvinner i centrala Göteborg, troligen kidnappad.
  - En stor tågolycka, kollision mellan två tåg, i Bangkok
  - En mosaik från 100-talet hittas på Colle Oppio i Rom.
- 18 januari – Australien, Mark Latham avgår som ledare för Australian Labor Party
- 20 januari – USA:s president George W Bush installeras för sin andra mandatperiod.
- 23 januari – Viktor Jusjtjenko tillträder som president i Ukraina.
- 24 januari – Julia Tymosjenko tillträder som premiärminister i Ukraina.

### Februari

Videowebbplatsen Youtube startar.

- 3 februari – Fabian Bengtsson återfinns vid liv i Göteborg.
- 4 februari – Då en tank brister vid Kemiras fabrik i Helsingborg läcker 11.000 ton svavelsyra ut. Området runt omkring fabriken beläggs med utegångsförbud.
- 5 februari – Sveriges statsminister Göran Persson utses till hedersdoktor i medicin vid Örebro universitet. Utnämningen väcker starka protester, eftersom den anses vara en belöning för att statsministern har gjort Högskolan i Örebro till universitet.
- 11 februari – Datorspelet World of Warcraft släpps i Europa, efter att ha slagit försäljningsrekord i USA.
- 15 februari – Videowebbplatsen Youtube öppnas.
- 22 februari – Minst 450 personer dödas och 1 000 skadas vid ett jordskalv i sydöstra Iran [1].
- 23–25 februari – Ett toppmöte äger rum mellan USA:s president George W. Bush och Rysslands president Vladimir Putin i Slovakien.
- 27 februari – Den 77:e oscarsgalan hålls i Kodak Theater i Kalifornien, USA.

### Mars
- 11 mars – Nintendo lanserar sin nya spelkonsol Nintendo DS i Sverige och övriga Europa.
- 12 mars – Carolus Papoulias väljs till president i Grekland.
- 21 mars
  - Ett mordbrandsattentat utförs mot Kommunistiska Partiets bokhandel Röda Stjärnan i Jönköping[2].
  - I Red Lake i delstaten i Minnesota i USA skjuter 15-årige Jeffrey Weise ihjäl sin morfar och dennes fru och tar sig sedan till skolan och skjuter där ihjäl 5 elever, en lärare och en säkerhetsvakt.
- 28 mars
  - 600 personer dödas vid en jordbävning i Indonesien [1].
  - U2 påbörjar sin tionde turné vid namn Vertigo Tour. Första spelningen ägde rum i San Diego.

### April

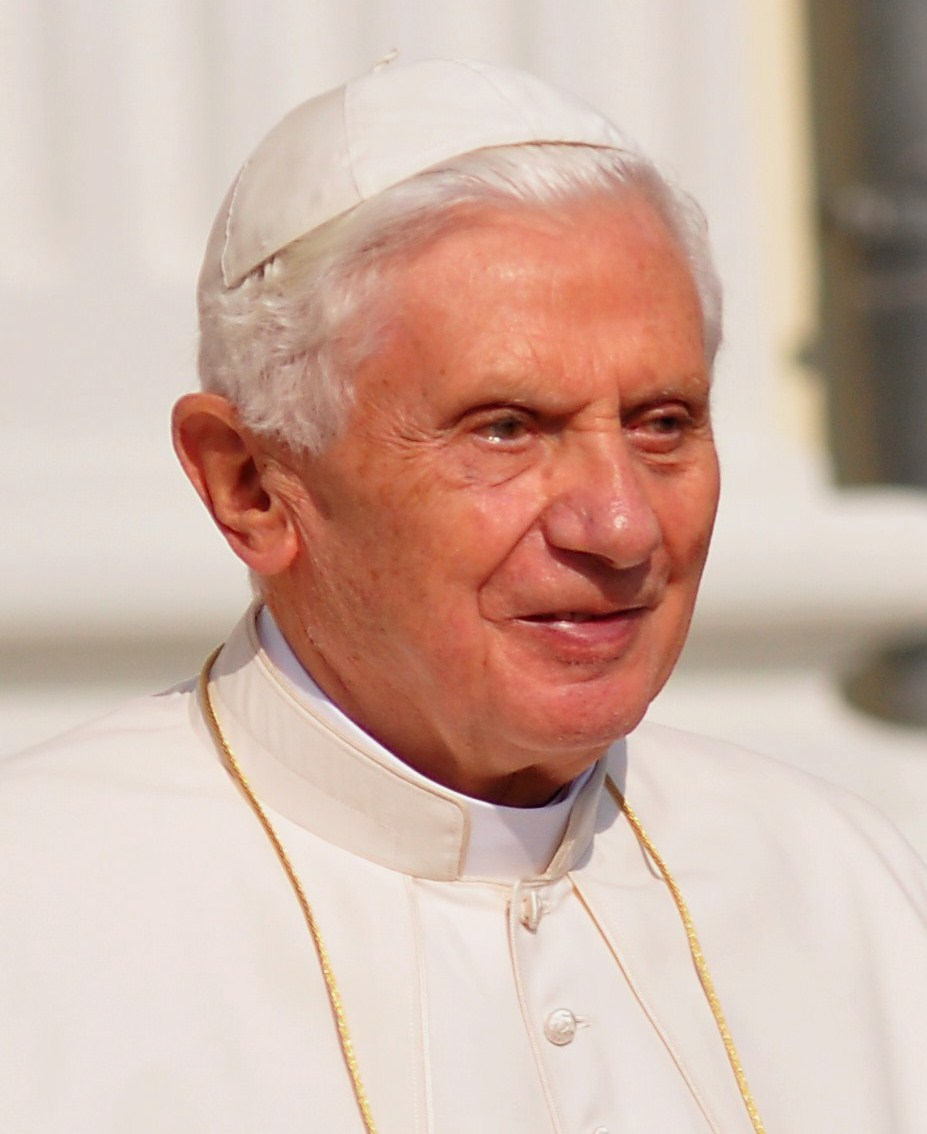
Påve Benedictus XVI ny påve.

- 15 april Det svenska politiska partiet Feministiskt initiativ grundas men beslutet om att kandidera i riksdagsval togs 9 september 2005.
- 19 april – Sedan Johannes Paulus II har avlidit den 2 april väljs Joseph Alois Ratzinger till påve och tar namnet Benedictus XVI.
- 23 april – Den allra första videon läggs upp på Youtube, Me at the zoo, klockan 20:27. Videon, som är 19 sekunder lång, visar Jawed Karim under en vistelse på San Diego Zoo. Videon laddades upp från hans konto jawed och filmen är inspelad av Yakov Lapitsky.
- 27 april – Airbus A380-800 lyfter från marken för första gången.

### Maj
- 5 maj – Storbritannien går till parlamentsval. Labour behåller sin majoritet och Tony Blair inleder sin tredje period som premiärminister.
- 6–10 maj – George W. Bush genomför ett europabesök i Lettland, Nederländerna, Ryssland och Georgien.
- 7 maj – Evangeliska fosterlandsstiftelsens ungdomsorganisation Salt bildas.
- 8 maj – Gröna Studenter blir erkänt som officiellt studentförbund för Miljöpartiet de Gröna.
- 13 maj – Massakern i Andizjan i Uzbekistan inträffar.
- 17 maj – Centralhotellet i Gävle förstörs i en anlagd brand.
- 19–21 maj – Eurovision Song Contest sänds för 50:e gången.
- 15 maj – Val till Sametinget hålls.
- 16 maj – Annandag pingst är inte längre helgdag i Sverige, eftersom nationaldagen skall vara det istället.
- 25 maj – Liverpool FC vinner Champions League efter en historisk vändning mot AC Milan. Målvakten Jerzy Dudek är den store matchvinnaren.
- 26 maj
  - Sydafrikas administrativa huvudstad Pretoria döps om till Tshwane.
  - Minnessedeln "Tumba Bruk 250 år" utges, Sveriges riksbank
- 29 maj – Frankrike röstar nej till EU:s nya grundlag.
- 31 maj – Brattåsmorden.

### Juni

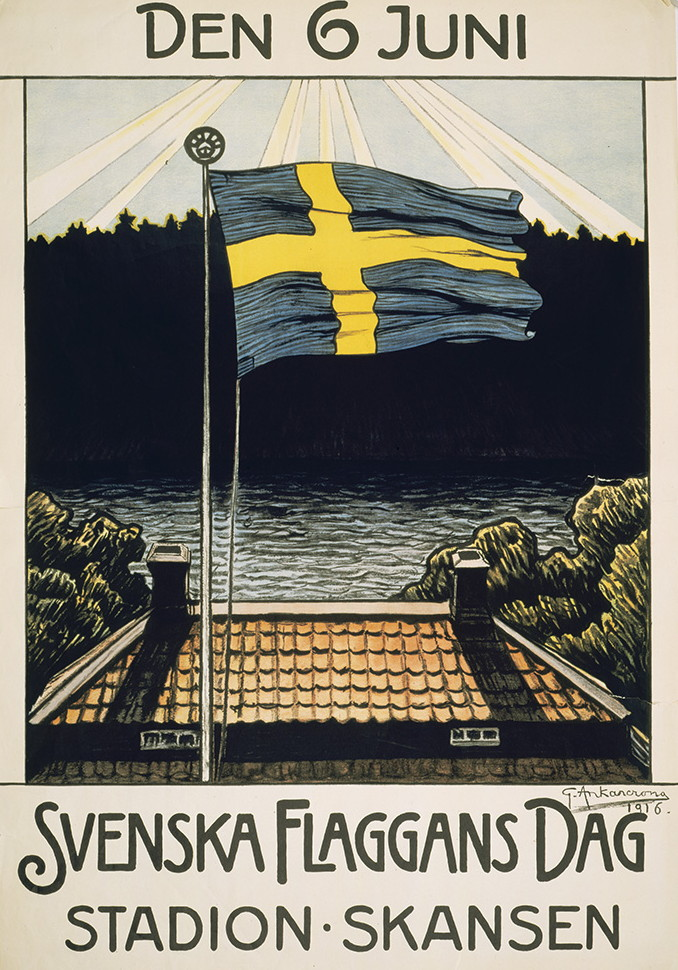
Sveriges nationaldag blir helgdag..

- 1 juni – Rökförbud införs på restauranger, pubar och kaféer i Sverige.
- 6 juni – Sveriges nationaldag blir helgdag.
- 10 juni – Nya Svinesundsbron invigs och den äldre bron får namnet Gamla Svinesundsbron.
- 17 juni–24 juni – Iran går till presidentval i två omgångar. Mahmoud Ahmadinejad vinner i andra omgången och blir ny president.
- 24 juni – Nordirland, sir Reg Empey väljs till ny partiledare för Ulster Unionist Party efter David Trimble.
- 25 juni – Bulgarien går till parlamentsval. Socialistpartiet blir störst men får bara drygt 30% av rösterna.

### Juli

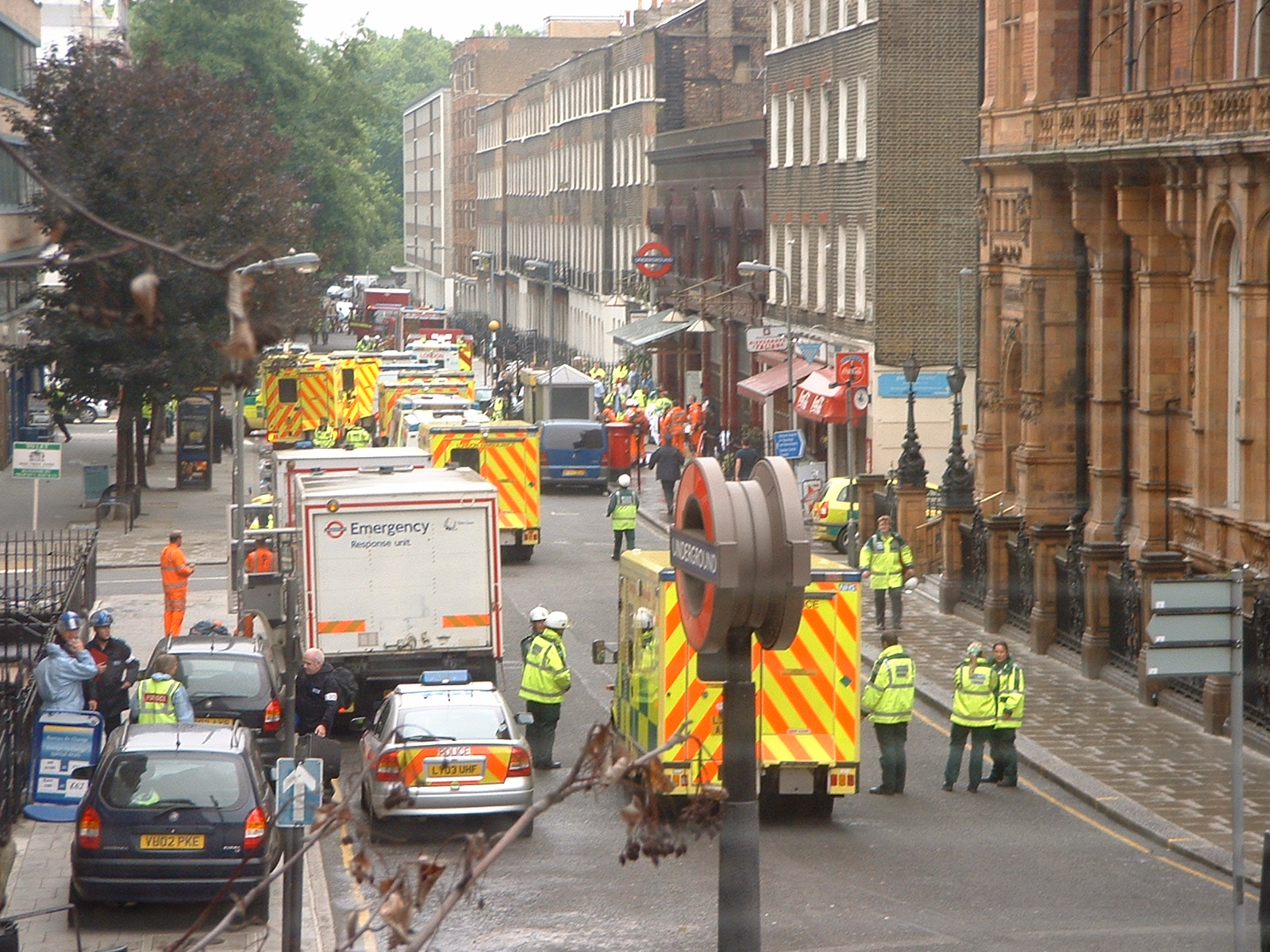
Bombdåd i London.

- 1 juli – En ny svensk upphovsrättslag träder i kraft. Fildelningsdebatten blossar upp på nytt.
- 2 juli – Gratiskonserter under namnet Live 8 anordnas i London, Paris, Berlin, Rom och Philadelphia.
- 3 juli – Albanien går till parlamentsval.
- 7 juli – Centrala London skakas av explosioner i tunnelbanan och på en buss. Bombningarna visar sig sedan vara terrordåd utförda av islamistiska självmordsbombare.
- 16 juli – Harry Potter and the Half Blood Prince släpps på engelska.
- 21 juli – Ett nytt planerat terrordåd i centrala London, som skall likna terrordådet den 7 juli, misslyckas då bomberna som skall användas är felkonstruerade och inte utlöses. Fyra personer grips.
- 26 juli – Discovery blir den första rymdfärjan som lyfter efter Columbias haveri 2003.

### Augusti

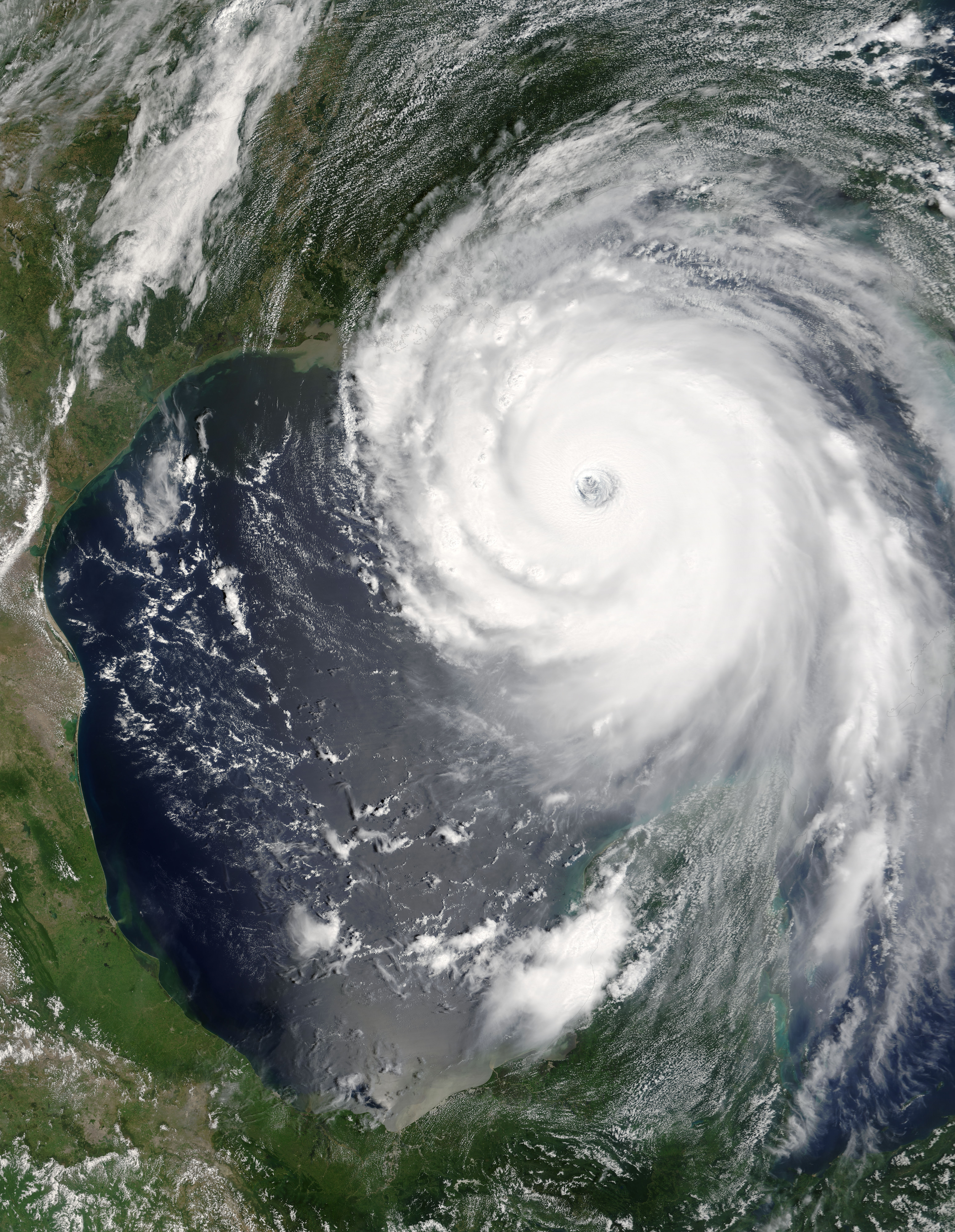
Orkanen Katrina.

- 9 augusti – Discovery landar planenligt efter att ha genomfört den första flygningen med en rymdfärja sedan Columbias haveri 2003.
- 14 augusti – Helios Airways Flight 522 havererar utanför Aten. Alla ombord omkommer.
- 27 augusti – Turning Torso, Nordens högsta skyskrapa, invigs.
- 29 augusti – Orkanen Katrinas öga når USA:s fastland och orsakar mycket stor förödelse.

### September
- September – Amerikanska Ebay köper upp Skype för minst 19 miljarder kronor (köpeskillingen kan beroende på företagets ekonomiska utveckling de kommande åren uppgå till 31 miljarder). Detta gör Niklas Zennström (en av grundarna) till en av Sveriges rikaste män.
- 8 september – Gülay Karagöz försvinner spårlöst från sin bostad i Alunda, 3,5 mil utanför Uppsala.
- 1 september – Försvarsmaktens telenät- och markteleförband (FMTM) etableras.
- 15 september – Den svenska TV-kanalen TV4 Fakta har premiär.
- 17 september – Parlamentsval hålls i Nya Zeeland.
- 18 september
  - Parlamentsval hålls i Tyskland. Varken CDU/CSU med Angela Merkel eller SPD med Gerhard Schröder får ensam majoritet och går därför i koalition. Angela Merkel blir därmed Tysklands första kvinnliga förbundskansler.
  - Svenska kyrkan håller kyrkoval.[3]
- 25 september – Biskopsvigning för Strängnäs stift i Uppsala domkyrka. Hans-Erik Nordin efterträder Jonas Jonson.

### Oktober
- 1 oktober – Bombdåden på Bali 2005 inträffar.
- 2 oktober – Ostindiefararen Götheborg beger sig på sin resa till Kina, efter att ha blivit ett år försenad, till följd av finansiella problem.
- 3 oktober
  - En ringformig solförmörkelse inträffar i norra Portugal, Spanien och Västafrika.
  - Europeiska unionen har gett sitt godkännande att inleda medlemskapsförhandlingar med Turkiet.

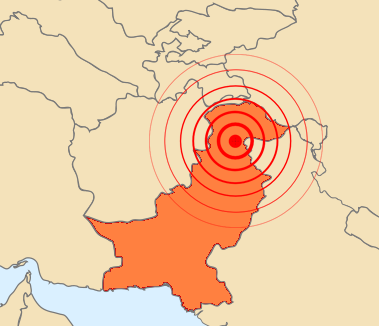
Jordbävning i Kashmir

- 8 oktober – En jordbävning inträffar i Kashmir.
- 14 oktober – Kranbåten Lodbrok kolliderar med Essingebron på Essingeleden i Stockholm.
- 18 oktober – UNECE beslutar att den svenska riksväg 45 skall uppgraderas till E45.

- 27 oktober

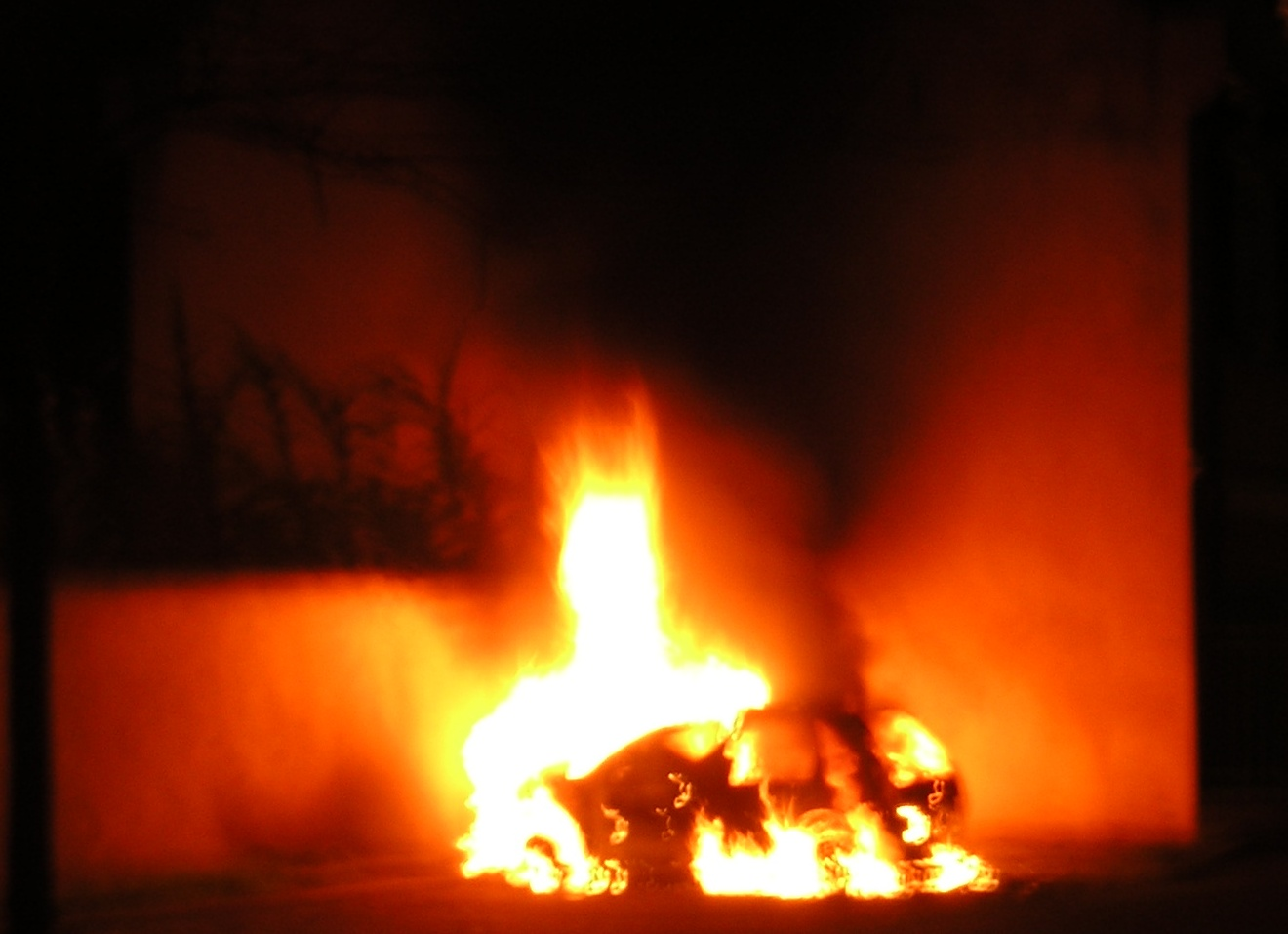
Upplopp i Paris

  - Två tonåringar bränns till döds i en transformatorstation i Parisförorten Seine-Saint-Denis efter att ha jagats av poliser. På kvällen utbryter på grund av detta omfattande kravaller (se Parisupploppen 2005).
  - Den svenska skogsindustrikoncernen Stora Enso offentliggör ett omfattande sparprogram, där bland annat Hammarby bruk läggs ned.

### November
- 1 november – Vårdgarantin börjar gälla i hela Sverige.
- 9 november – Justitieombudsmannen upphäver fridlysningen av det jämtländska Storsjöodjuret.
- 15 november – Laganbron öppnas vid Markaryd.
- 21 november – Kenya folkomröstar om ny grundlag, som leder till regeringens fall när nej-sidan segrar.
- 22 november – Angela Merkel blir Tysklands första kvinnliga förbundskansler.
- 23 november – Valparaísos Tunnelbana invigs.
- 25 november – Ett svenskt fordon ur svenska utlandsstyrkan blir utsatt för ett bombdåd under ett rekognoseringsuppdrag i Afghanistan. Två av de fyra personerna i fordonet avlider senare på sjukhus.[4][5][6]

### December
- 3 december – Julbocken i Gävle antänds av två utklädda män klockan 21:08.
- 10 december – 2005 års Nobelpris (se pristagare nedan) delas som vanligt ut i Stockholms konserthus och i Oslo, med tillhörande ceremonier.
- 20 december – En stor strejk inträffar i New Yorks tunnelbana och orsakar stort kaos. Strejken avbryts den 22 december, efter att parterna kommit överens.
- 22 december – En svår, dödlig trafikolycka inträffar i Hjo när en lastbil kolliderar med en personbil, som fattar eld.
- 24 december – Nazistgården i Tråvad brinner ner. Antifascistisk aktion tar på sig skulden.

## Födda

### Februari
- 18 februari – Oscar Fisker Mølgaard, dansk ishockeyspelare.

### Mars
- 11 mars – Axel Sandin Pelikka, svensk ishockeyspelare.

### April
- 8 april – Leah Isadora, dotter till prinsessan Märtha Louise av Norge och Ari Behn.

### Juni
- 15 juni – Dalibor Dvorský, slovakisk ishockeyspelare.

- 26 juni – Prinsessan Alexia av Nederländerna.

### Juli
- 17 juli – Connor Bedard, kanadensisk ishockeyspelare.

### September
- 25 september – Frank Dorsin, svensk skådespelare.

### Oktober
- 15 oktober – Prins Christian av Danmark, dansk arvprins, son till Kronprins Frederik av Danmark och Kronprinsessan Mary av Danmark.
- 31 oktober – Infanta Leonor, spansk prinsessa, dotter till prins Felipe av Asturien och prinsessan Letizia.

### December
- 3 december – Sverre Magnus, norsk prins, son till kronprins Haakon Magnus av Norge och kronprinsessan Mette-Marit av Norge.

## Avlidna

### Första kvartalet

#### Januari
- 1 januari
  - Shirley Chisholm, 80, afroamerikansk kongressledamot.
  - Dmitrij Neljubin, 33, rysk före detta professionell cyklist (mördad).
- 3 januari – Will Eisner, 87, amerikansk serieskapare.
- 4 januari – Ali Radi al-Haidari, Bagdads guvernör (mördad).
- 6 januari – Ivan Lidholm, 94, svensk friidrottare och sportjournalist.
- 7 januari – Rosemary Kennedy, 86, syster till John F. Kennedy.
- 10 januari
  - Spencer Dryden, 66, amerikansk musiker, trumslagare Jefferson Airplane.
  - Joséphine-Charlotte av Luxemburg, 77, storhertiginna av Luxemburg och prinsessa av Belgien.
  - José Manuel Pérez, 41, spansk motorcyklist (Omkom i samband med Paris-Dakar-rallyt).
- 11 januari – Fabrizio Meoni, 47, italiensk motorcyklist.
- 12 januari – Amrish Puri, 72, indisk skådespelare.
- 13 januari – Bengt Janson, 47, svensk antikhandlare, lärare och TV-programledare.
- 15 januari
  - Sven Christer Swahn, 71, svensk författare, översättare och litteraturvetare.
  - Ruth Warrick, 88, amerikansk skådespelare.
- 17 januari
  - Christina Gunnardo, 51, kristen sångerska och låtskrivare.
  - Lennart Rodhe, 88, svensk konstnär.
  - Virginia Mayo, 84, amerikansk skådespelare.
  - Zhao Ziyang, 85, kinesisk kommunistledare.
- 18 januari – Lamont Bentley, 31, amerikansk skådespelare (bilolycka).
- 20 januari
  - Parveen Babi, 55, indisk filmskådespelare.
  - Per Borten, 91, norsk politiker, statsminister 1965–1971.
- 23 januari – Johnny Carson, 79, amerikansk TV-underhållare.
- 24 januari – Svenerik Perzon, 76, svensk skådespelare.
- 25 januari
  - Philip Johnson, 98, amerikansk arkitekt.
  - Daniel Branca, 53, argentinsk Kalle Anka–tecknare.
- 28 januari – Jim Capaldi, 60, brittisk rocktrummis.
- 29 januari – Ephraim Kishon, 80, israelisk humorist och författare.
- 31 januari – Ingemar Simonsson, 73, skånsk präst (trafikolycka).

#### Februari
- 2 februari – Max Schmeling, 99, tysk boxare.
- 3 februari
  - Malou Hallström, 63, svensk skådespelare och TV-profil.
  - Zurab Zjvania, 41, georgisk politiker, premiärminister 2004–2005.
  - Corrado Bafile, 101, italiensk kardinal.
- 4 februari
  - Ossie Davis, 87, amerikansk skådespelare, regissör, producent och pjäsförfattare.
  - Nils Egerbrandt, 78, svensk serietecknare.
- 5 februari
  - Ingrid Berglöf, svensk nyhetsuppläsare i Sveriges Radio.
  - Gnassingbe Eyadéma, 69, Togos president.
  - Veikko Helle, 93, finländsk socialdemokratisk politiker.
- 6 februari
  - Lazar Berman, 74, rysk pianist.
  - Merle Kilgore amerikansk countryartist och manager.
- 8 februari – Jimmy Smith, 79, amerikansk jazzorganist.
- 9 februari – Märit Andersson, 64, svensk regissör, TV-producent och journalist.
- 10 februari – Arthur Miller, 89, amerikansk författare.
- 12 februari – Sammi Smith, 61, amerikansk countryartist.
- 13 februari
  - Sixten Ehrling, 86, svensk dirigent och orkesterledare.
  - Lúcia dos Santos, 97, portugisisk karmelitnunna.
- 14 februari – Rafik Hariri, 60, Libanons premiärminister 1992–1998 och 2000–2004 (mördad).
- 15 februari – Sven Rydenfelt, 94, svensk politiker, nationalekonom och opinionsbildare.
- 16 februari – Narriman Sadek, 70, den sista drottningen av Egypten.
- 17 februari – Rolf Lidberg, 74, svensk konstnär och författare ("troll-konstnär")
- 19 februari – Kihachi Okamoto, 82, japansk filmregissör.
- 20 februari
  - Sandra Dee, 62, amerikansk skådespelare och sångerska.
  - John Raitt, 88, amerikansk sångare.
  - Hunter S Thompson, 67, amerikansk författare (självmord).
- 22 februari
  - Dionísio Ribeiro Filho, 59, brasiliansk miljöaktivist (mördad).
  - Eun-ju Lee, 24, sydkoreansk skådespelare (självmord).
  - Åke Strömmer, 68, svensk sportjournalist.
- 25 februari – Peter Benenson, 83, brittisk advokat, grundare av Amnesty International.
- 27 februari – Jörgen Fogelquist, 77, svensk konstnär.

#### Mars
- 4 mars – Jurij Kravtjenko, ukrainsk tidigare inrikesminister (självmord).
- 6 mars
  - Hans Bethe, 98, tysk-amerikansk fysiker, avdelningschef i Manhattanprojektet
  - Gladys Marin, chilensk politiker, ordförande i Chiles kommunistiska parti (cancer).
  - Teresa Wright, 86, amerikansk skådespelare.
- 7 mars – Debra Hill, 54, amerikansk filmproducent och manusförfattare.
- 8 mars – Aslan Maschadov, 53, tjetjensk militär och politiker, Tjetjeniens president 1997–2005, mördad.
- 9 mars – Chris LeDoux, 56, amerikansk countryartist (cancer).
- 10 mars – Danny Joe Brown, 53, amerikansk rocksångare, medlem i Molly Hatchet.
- 13 mars – Sara Boëthius, 60, SVT Rapport-medarbetare.
- 16 mars – Ralph Erskine, 91, brittisk-svensk arkitekt.
- 17 mars
  - George F. Kennan, 101, amerikansk diplomat, politisk rådgivare, statsvetare och historiker (född 1904)
  - Czesław Słania, 83, svensk-polsk frimärksgravör.
- 21 mars
  - Bobby Short, 80, amerikansk kabarésångare.
  - Jeff Weise, 16, ansvarig för Red Lake High School-massakern.
- 22 mars
  - Clemente Domínguez y Gómez, 58, spansk självutnämnd motpåve 1978.
  - Kenzo Tange, 91, japansk arkitekt.
- 24 mars – Mare Kandre, 42, svensk författare.
- 26 mars
  - James Callaghan, 93, brittisk premiärminister 1976–1979.
  - Paul Hester, 46, australisk musiker, trummis i Crowded House (självmord).
- 27 mars – Bengt Bedrup, 76, svensk journalist och tv-profil.
- 29 mars – Howell Heflin, 83, amerikansk demokratisk politiker och jurist, senator 1979–1997.

### Andra kvartalet

#### April
- 1 april – Jack Keller, 68, amerikansk låtskrivare och skivproducent.
- 2 april – Johannes Paulus II, 84, född Karol Józef Wojtyła, påve sedan 1978 (hjärtsvikt).
- 5 april – Saul Bellow, 89, författare och Nobelpristagare.
- 6 april – Rainer III, 81, furste av Monaco sedan 1949.
- 7 april
  - Jose Melis, 85, amerikansk orkesterledare.
  - Max von der Grün, 78, tysk författare.
- 9 april
  - Yvonne Vera, 40, zimbabwisk författare.
  - Andrea Dworkin, 58, amerikansk författare
- 13 april – Johnnie Johnson, 80, amerikansk rock'n'roll–pionjär.
- 14 april – Lothar Lindtner, 87, norsk skådespelare och sångare.
- 18 april – Olle Bengtsson, ("Skofteby-Bengtsson"), 81, svensk boxare.
- 19 april
  - Stan Levey, amerikansk jazzbatterist.
  - Bryan Ottoson, amerikansk musiker, gitarrist i American Head Charge.
  - Niels-Henning Ørsted Pedersen, 58, dansk jazzbasist.
- 20 april – Inday Ba, 32, brittisk skådespelare.
- 22 april – Sir Eduardo Paolozzi, 81, brittisk popkonstnär.
- 23 april
  - Sir John Mills, 97, brittisk skådespelare.
  - Romano Scarpa, 77, italiensk Disney–tecknare.
- 24 april – Ezer Weizman, 80, israelisk politiker och tidigare president.
- 25 april – Måns Jenninger, 13, pojke från Lerum (självmord).
- 26 april – Maria Schell, 79, österrikisk skådespelare.
- 30 april
  - Sven Romanus, 99, svensk tidigare justitieminister.
  - Marianne Bengtsson, 68, svensk skådespelare.

#### Maj
- 2 maj
  - Robert Hunter, 63, kanadensisk journalist, miljöaktivist och politiker, en av Greenpeace grundare.
  - Börje Nyberg, 85, svensk skådespelare, regissör och manusförfattare.
  - Raisa Strutjkova, 79, rysk ballerina och koreograf.
- 6 maj
  - Herb Sargent, 81, amerikansk TV-skribent.
  - Joe Grant, 96, disneyartist.
- 8 maj – Nasrat Parsa, 36, afghansk sångare (mördad).
- 10 maj – David Wayne, 47, amerikansk rocksångare, medlem i Metal Church.
- 12 maj – Monica Zetterlund, 67, svensk skådespelare och sångare (omkommen i lägenhetsbrand).
- 13 maj – Gunnar "Silver-Gunnar" Nilsson, 82, svensk boxare.
- 14 maj – Jimmy Martin, 77, amerikansk bluegrassångare and gitarrist.
- 17 maj – Frank Gorshin, 72, amerikansk skådespelare.
- 18 maj – Arne Augustsson, 86, svensk skådespelare.
- 20 maj
  - Paul Ricœur, 92, fransk filosof.
  - J. D. Cannon, 83, amerikansk skådespelare.
- 23 maj – Wael Rubaies, irakisk premiärministerrådgivare (mördad).
- 24 maj – Björn Rönnquist, 56 eller 57, svensk konstnär och glaskonstnär.
- 25 maj – Ismail Merchant, 68, indiskfödd filmproducent.
- 26 maj – Eddie Albert, 99, amerikansk skådespelare.
- 27 maj – Max Lundgren, 68, svensk ungdomsboksförfattare.
- 29 maj – Oscar Brown, 78, amerikansk sångare och låtskrivare.
- 30 maj – Joakim Karlsson, 39, svensk roadracingförare.

#### Juni
- 6 juni
  - Anne Bancroft, 73, amerikansk skådespelare.
  - Dana Elcar, 76, amerikansk skådespelare.
- 10 juni – J. James Exon, 83, amerikansk demokratisk politiker.
- 11 juni – Vasco Gonçalves, 83, portugisisk general.
- 12 juni – Ingrid Schrewelius, 85, svensk modejournalist och TV-medarbetare.
- 13 juni – Álvaro Cunhal, 91, portugisisk kommunistpartiledare.
- 14 juni – Leoš Suchařípa, 73, tjeckisk skådespelare.
- 15 juni – Alassio Galetti, 37, italiensk proffscyklist.
- 16 juni – Per Henrik Wallin, 58, svensk jazzpianist.
- 18 juni
  - Hans Nestius, 69, svensk samhällsdebattör, journalist och författare.
  - Chris Griffin, 89, amerikansk jazztrumpetare.
- 19 juni – Totta Näslund, 60, svensk sångare och musiker.
- 20 juni – Jack S Kilby, 81, amerikansk fysiker och Nobelpristagare.
- 21 juni – Jaime Sin, 76, filippinsk romersk-katolsk ärkebiskop av Manila och kardinal.
- 27 juni – Shelby Dade Foote Jr, 88, amerikansk historiker och författare.

### Tredje kvartalet

#### Juli
- 1 juli
  - Renaldo "Obie" Benson, 69, amerikansk sångare i Four Tops.
  - Luther Vandross, 54, amerikansk R&B–sångare.
- 3 juli
  - Tom Halliday, 20, brittisk jockey.
  - Siv Ericks, 86, svensk skådespelerska.
- 6 juli
  - Evan Hunter, (Ed McBain), 78, amerikansk författare.
  - Claude Simon, 91, fransk författare.
- 11 juli – Frances Langford, 91, amerikansk sångerska.
- 13 juli – Mathias Henrikson, 65, svensk skådespelare.
- 17 juli
  - Geraldine Fitzgerald, amerikansk skådespelare.
  - Edward Heath, brittisk konservativ premiärminister 1970-1974.
  - Tommy Johnson, 73, svensk skådespelare.
- 18 juli
  - Amy Gillett, 29, australisk tävlingscyklist (trafikolycka)
  - William Westmoreland, 91, amerikansk general.
- 20 juli – James Doohan, 85, kanadensisk skådespelare.
- 21 juli – John Baldry (Long John Baldry), brittisk bluesartist.
- 22 juli – Jean Charles de Menezes, brasiliansk elektriker bosatt i London (skjuten till döds av polisen).
- 29 juli – Hildegarde, 99, amerikansk kabaretsångerska.
- 29 juli – Al McKibbon, 86, amerikansk jazzmusiker
- 30 juli – John Garang, 60, sudanesisk gerillaledare och vicepresident (flygkrasch).
- 31 juli – Wim Duisenberg, 70, nederländsk politiker.

#### Augusti
- 1 augusti – Constant Nieuwenhuys, nederländsk målare.
  - Kung Fahd bin Abdul Aziz, ca 82, saudiarabisk regent.
- 6 augusti
  - Robin Cook, 59, brittisk tidigare utrikesminister.
  - Ibrahim Ferrer, 78, kubansk sångare i Buena Vista Social Club.
- 7 augusti – Peter Jennings, 67, nyhetsankare för det amerikanska tv-bolaget ABC.
- 8 augusti – Barbara Bel Geddes, 82, amerikansk skådespelare.
- 9 augusti – Matthew McGrory, 32, amerikansk skådespelare.
- 10 augusti – Emery "Detroit Junior" Williams, 73, amerikansk bluesartist.
- 11 augusti – Curry Melin, 82, tv-meteorolog
- 12 augusti
  - Lakshman Kadirgamar, 73, lankesisk tidigare utrikesminister (mördad).
  - Charlie Norman, 84, svensk pianist.
- 13 augusti – David Lange, 63, nyzeeländsk tidigare premiärminister.
- 15 augusti – James Dougherty, 84, amerikansk detektiv och lokalpolitiker, Marilyn Monroes första man.
- 16 augusti
  - Vassar Clements, 77, amerikansk bluegrassmusiker.
  - Joe Ranft, 45, amerikansk manusförfattare, röstskådespelare och animatör.
  - Roger Schutz, broder Roger, 90, schweizfödd munk, grundare av kommuniteten i Taizé (mördad).
- 18 augusti – Lloyd Meeds, 77, amerikansk demokratisk politiker.
- 19 augusti – Mo Mowlam (Marjorie "Mo" Mowlam), 55, brittisk labourpolitiker.
- 21 augusti – Robert Moog (Bob Moog), 71, amerikansk synth–pionjär.
- 23 augusti – Brock Peters, 78, amerikansk skådespelare.
- 26 augusti – Denis D'Amour, 45, kanadensisk gitarrist i Voivod.
- 28 augusti
  - Ali Said Abdella, ca 55, eritreansk utrikesminister.
  - Hans Clarin, 75, tysk skådespelare.
- 30 augusti – Lars Lidberg, svensk psykiater och professor i rättspsykiatri.

#### September
- 1 september – R.L. Burnside, 78, amerikansk bluesartist.
- 2 september
  - Bob Denver, 70, amerikansk skådespelare.
  - Erik Frank, 89, svensk kompositör och musiker.
- 3 september – William Rehnquist, amerikansk jurist, chefsdomare i USA:s högsta domstol 1986–2005.
- 4 september – Bo Alm, 69, svensk sportjournalist.
- 5 september
  - Rizal Nurdin, 57, guvernören över Sumatera Utara.
  - Raja Inal Siregar, 67, förre guvernören över Sumatera Utara.
- 6 september – Dame Eugenia Charles, 86, Dominicas premiärminister 1990–1995.
- 9 september – Stanley Dancer, 78, amerikansk travprofil.
- 10 september – Margareta Kjellberg, 89, svensk vissångerska.
- 13 september – Julio César Turbay Ayala, 89, president i Colombia 1978–1982.
- 14 september – Robert Wise, 91, amerikansk filmregissör och producent.
- 15 september – Sidney Luft, 89, amerikansk filmproducent.
- 16 september – Erik Dahmén, 88, professor i nationalekonomi.
- 18 september – Michael Park, 39, brittisk kartläsare för estländaren Markko Märtin.
- 19 september – Kent Sänd, svensk samhällsdebattör.
- 20 september – Simon Wiesenthal, 96, känd "nazistjägare".
- 21 september – Nils-Ivar Carlborg, 92, svensk militär.
- 22 september – Leavander Johnson, 35, amerikansk boxare.
- 30 september – Lars Ahlström, 82, svensk militär.

### Fjärde kvartalet

#### Oktober
- 2 oktober
  - August Wilson, 60, amerikansk pjäsförfattare.
  - Hamilton Camp, 70, engelsk-amerikansk skådespelare.
- 3 oktober – Ronnie Barker, 76, brittisk skådespelare och komiker.
- 10 oktober
  - Per Wendel, 58, svensk journalist.
  - Milton Obote, 81, ugandisk f.d. president.
- 11 oktober – Sergio Citti, 72, italiensk filmregissör och författare.
- 12 oktober – Ghazi Kanaan, 63, syrisk inrikesminister (självmord).
- 13 oktober – Oleg Lundstrem, sovjetisk dirigent och jazzmusiker.
- 14 oktober – Erik Eriksson (filmare).
- 16 oktober – Inger Wahlöö, 75, svensk journalist och författare.
- 17 oktober – Ba Jin, 100, kinesisk författare.
- 18 oktober – Aleksandr Jakovlev, 81, sovjetisk ekonom och medarbetare till Michail Gorbatjov.
- 19 oktober – Luis Adolfo Siles Salinas, 80, president i Bolivia 1969.
- 20 oktober – Shirley Horn, 71, amerikansk jazzvokalist och pianist.
- 22 oktober
  - Yon Hyong Muk, 74, tidigare regeringschef i Nordkorea.
  - Arman (Armand Pierre Fernandez), 76, fransk målare och skulptör.
- 24 oktober
  - Rosa Parks, 92, amerikansk medborgarrättskämpe.
  - José Azcona del Hoyo, 78, tidigare president i Honduras.
- 25 oktober – Roland Schütt, 92, svensk författare.
- 31 oktober
  - Carl Zetterström, 55, svensk författare och skriftställare.
  - John "Beatz" Holohan, 31, amerikansk rocktrummis i Bayside (bilolycka).

#### November
- 1 november
  - Skitch Henderson, 87, amerikansk dirigent.
  - Michael Piller, 57, amerikansk manusförfattare (Star Trek) och producent.
- 2 november – Rolf Bergh, svensk arkitekt.
- 3 november – Kent Andersson, 71, svensk skådespelare och dramatiker.
- 5 november – John Fowles, 79, brittisk författare.
- 7 november – Thord Carlsson, 74, svensk radioman.
- 8 november
  - Bo Högberg, 66, svensk boxare.
  - Alekos Alexandrakis, grekisk skådespelare
- 9 november
  - Azahari Husin, ca 48, malaysisk ingenjör (sprängexpert).
  - K. R. Narayanan, 85, indisk president 1997-2002.
- 11 november – Patrick Lichfield, 66, brittisk fotograf.
- 13 november – Eddie Guerrero, 38, amerikansk fribrottare.
- 16 november – Ralph Edwards, 92, amerikansk radio- och tv-producent.
- 19 november
  - Erik Balling, 80, dansk film- och tv-regissör och manusförfattare.
  - Bruno Bonhuil, 45, fransk motorcyklist.
- 20 november – Chris Whitley, 45, amerikansk sångare och låtskrivare.
- 21 november – Gustaf Olivecrona, 81, svensk journalist.
- 23 november – Constance Cummings, 95, amerikansk skådespelare.
- 24 november – Pat Morita, 73, amerikansk skådespelare.
- 25 november
  - George Best, 59, brittisk fotbollsspelare.
  - Richard Burns, 34, brittisk rallyförare.
  - Sven-Olle Olsson, 76, svensk kommunalpolitiker i Sjöbo.
- 27 november – Jocelyn Brando, 86, amerikansk skådespelerska.
- 30 november – Mikael "Micke" Dubois, 46, svensk komiker, skådespelare och sångare (självmord).

#### December
- 1 december
  - Jack Colvin, amerikansk skådespelare.
  - Mary Hayley Bell, 94, brittisk författare.
- 2 december
  - Gösta Carlsson, 67, svensk handbollsspelare.
  - Muhammad Hamza al-Zubaydi, 67, Iraks regeringschef 1991-1993.
- 5 december – Allan Mann, 84, svensk elitidrottsman och krigshjälte.
- 6 december
  - Charly Gaul, 72, cyklist, vann Tour de France 1958.
  - C.V. Devan Nair, 82, president i Singapore 1981–1985
  - Åke Bylund, 57, svensk sångare, bland annat i gruppen Mörbyligan.
- 8 december – Georgij Zjzjonov, 90, framstående rysk skådespelare.
- 9 december
  - Rudolf Meidner, 91, svensk ekonom och upphovsman till löntagarfonderna.
  - Robert Sheckley, 77, amerikansk science fiction-författare.
- 10 december
  - Richard Pryor, 65, amerikansk komiker och skådespelare.
  - Mary Jackson, 95, amerikansk skådespelerska.
  - Eugene McCarthy, 89, tidigare amerikansk senator och demokratisk presidentkandidat.
- 12 december
  - Annette Stroyberg, 67, dansk skådespelerska.
  - Gyula Trebitsch, 91, ungerskfödd, tysk filmproducent.
- 13 december – Stanley Williams, 51, amerikansk f.d. gängledare.
- 14 december – Gladys Swetland, 113, en av de äldsta registrerade i världen.
- 15 december
  - William Proxmire, 90, amerikansk senator från Wisconsin.
  - Julián Marías, 91, spansk filosof.
- 16 december – John Spencer, 58, amerikansk skådespelare.
- 17 december – Jack Anderson, 83, amerikansk journalist.
- 19 december
  - J.P. Solossa, 57, guvernör i den indonesiska provinsen Papua.
  - Julio Iglesias, Sr., 90, spansk gynekolog, en av världens äldsta småbarnsföräldrar, Julio Iglesias far.
- 23 december – Yao Wenyuan, 74, kinesisk propagandamakare under Kulturrevolutionen, en av De fyras gäng.
- 25 december
  - Birgit Nilsson, 87, svensk operasångerska.
  - Sarat Chandra Sinha, 91, chefsminister i Assam 1972-1978.
- 26 december
  - Vincent Schiavelli, 57, amerikansk skådespelare.
  - Ernesto Leal, 60, utrikesminister i Nicaragua 1992-1997.
- 28 december – Patrick Cranshaw, 86, amerikansk skådespelare.

## Nobelpris[7]
- Medicin
  - Barry Marshall, Australien
  - Robin Warren, Australien
- Fysik
  - Roy J. Glauber, USA
  - John L. Hall, USA
  - Theodor Hänsch, Tyskland
- Kemi
  - Robert Grubbs, USA
  - Richard Schrock, USA
  - Yves Chauvin, Frankrike
- Litteratur
  - Harold Pinter, Storbritannien
- Fred
  - IAEA
  - Mohamed ElBaradei, Egypten
- Ekonomi
  - Robert Aumann, Israel
  - Thomas Schelling, USA

## 2005 i populärkulturen
- I filmen Transformers: The Movie från 1986 förlorar "Bedragarna" 2005 kontroll över planeten Cybertron. Det stora kriget mellan Autoboterna och "Bedragarna" härjar på Jorden, på Cybertron och i rymden.

### Fotnoter
1. 1 2 3  Faktakalendern 2006, Semic, 2005
2. ↑  ”Attentatet mot Röda Stjärnan i Jönköping”. Arkiverad från originalet den 28 april 2017. https://web.archive.org/web/20170428142751/http://www.rku.nu/node/232. Läst 28 april 2017.
3. ↑  Kyrkoval - Svenska kyrkan - Kyrkoval
4. ↑  Svenska Dagbladet (25 november 2005) Svenska soldater skadade i bombdåd läst 15 november 2008
5. ↑  Svenska dagbladet (10 december 2005) Svensk soldat död av skadorna läst 15 november 2008
6. ↑  Svenska Dagbladet (29 november 2005) SSG-soldat dödad på spaningsuppdrag läst 15 november 2008
7. ↑  ”Nobelpriset”. https://www.nobelprize.org/prizes/lists/all-nobel-prizes/. Läst 10 april 2011.